# Javad Khan

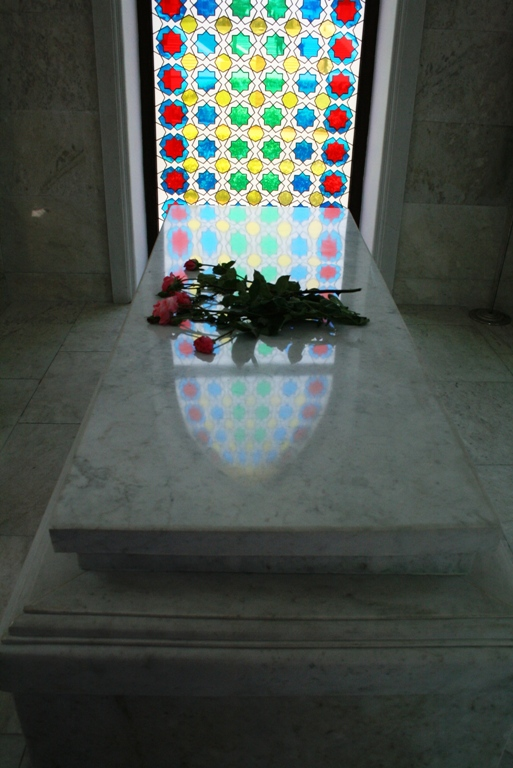
Tomba di Javad Khan, Gäncä, Azerbaigian

Jafar al-Javad Khan Ziyad oghlu Qajar (1748 – 1804) è stato un sovrano azero.

## Biografia
Javad Khan era figlio di Shahverdi Khan e fratello di Rahim Khan. Succedette a suo fratello dopo la deposizione di quest'ultimo nel 1786. Come i membri della Dinastia Qajar di origine turca, che regnò in Persia (Iran) dal 1785 al 1925, apparteneva alla tribù Qajar. Con l'accesso al potere, Javad Khan dovette affrontare una minaccia dalla Georgia. Nel settembre del 1787, un'armata combinata di Georgia ed esercito russo, sotto il comando del colonnello Burnashev, marciò verso Gäncä, ma la guerra russo-turca costrinse gli alleati russi a ritirarsi. Seguì una fragile pace e il re di Georgia, Eraclio II, concesse a Javad Khan il controllo di Shamshadilu, ma il khan di Gäncä non riuscì a sottomettere il distretto. All'inizio del 1789 Eraclio II, ora alleato con Fath Ali Khan del Khanato di Quba e Muhammad Hasan Khan del Khanato di Shaki, attaccò Gäncä e Javad Khan dovette abbandonare la sua capitale senza combattere. Dopo tre mesi, in seguito alla morte di Fath Ali Khan, Javad riuscì a riconquistare il suo regno. Il suo orientamento politico era pro-iraniano e lo portò in conflitto con la Georgia e la Russia. Nel 1795 Javad Khan si unì alla  spedizione iraniana contro la Georgia. Eraclio II reagì bloccando Gäncä nel 1796, ma il  khan di Karabakh mediò la pace. Nel settembre 1796 Gäncä fu temporaneamente occupata dal generale russo Valerian Zubov durante la sua spedizione persiana del 1796.
Durante la prima guerra russo-persiana (1804-1813), Gäncä venne considerata dai russi una città di primaria importanza. Il generale Pavel Tsitsianov incontrò diverse volte Javad Khan chiedendogli di sottomettersi allo zar di Russia, ma ottenne sempre dei rifiuti. Nel novembre 1803, l'esercito russo partì da Tbilisi e in dicembre, Tsitsianov iniziò la preparazione dell'assedio. Dopo pesanti bombardamenti dell'artiglieria, il 3 gennaio 1804, Tsitsianov diede l'ordine di attaccare la fortezza. Durante la cruenta battaglia, gli armeni residenti in città aprirono le porte e i russi espugnarono la fortezza uccidendo Javad Khan assieme ai suoi figli. 
Alcuni membri della famiglia riuscirono a fuggire a Tabriz, mentre altri rimasero a Gäncä. I discendenti di Javad Khan nell'Impero russo presero il soprannome di Ziatkhanov. Ismail Khan Ziatkhanov fu un membro della Prima Duma Russa e poi un attivista della nascente Repubblica Democratica di Azerbaigian. 

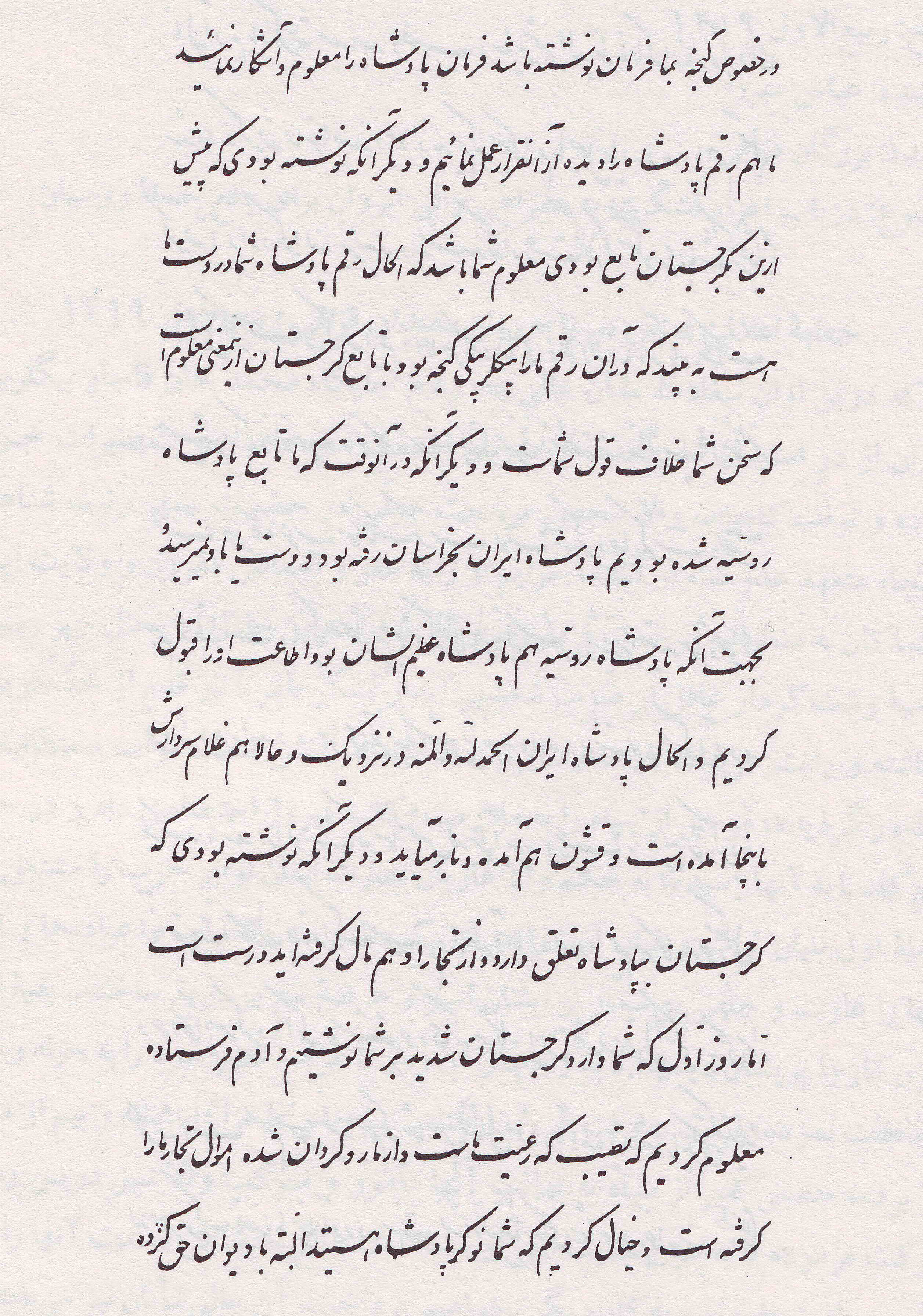
Lettera di Javad Khan a Tsitsianov pagina 2
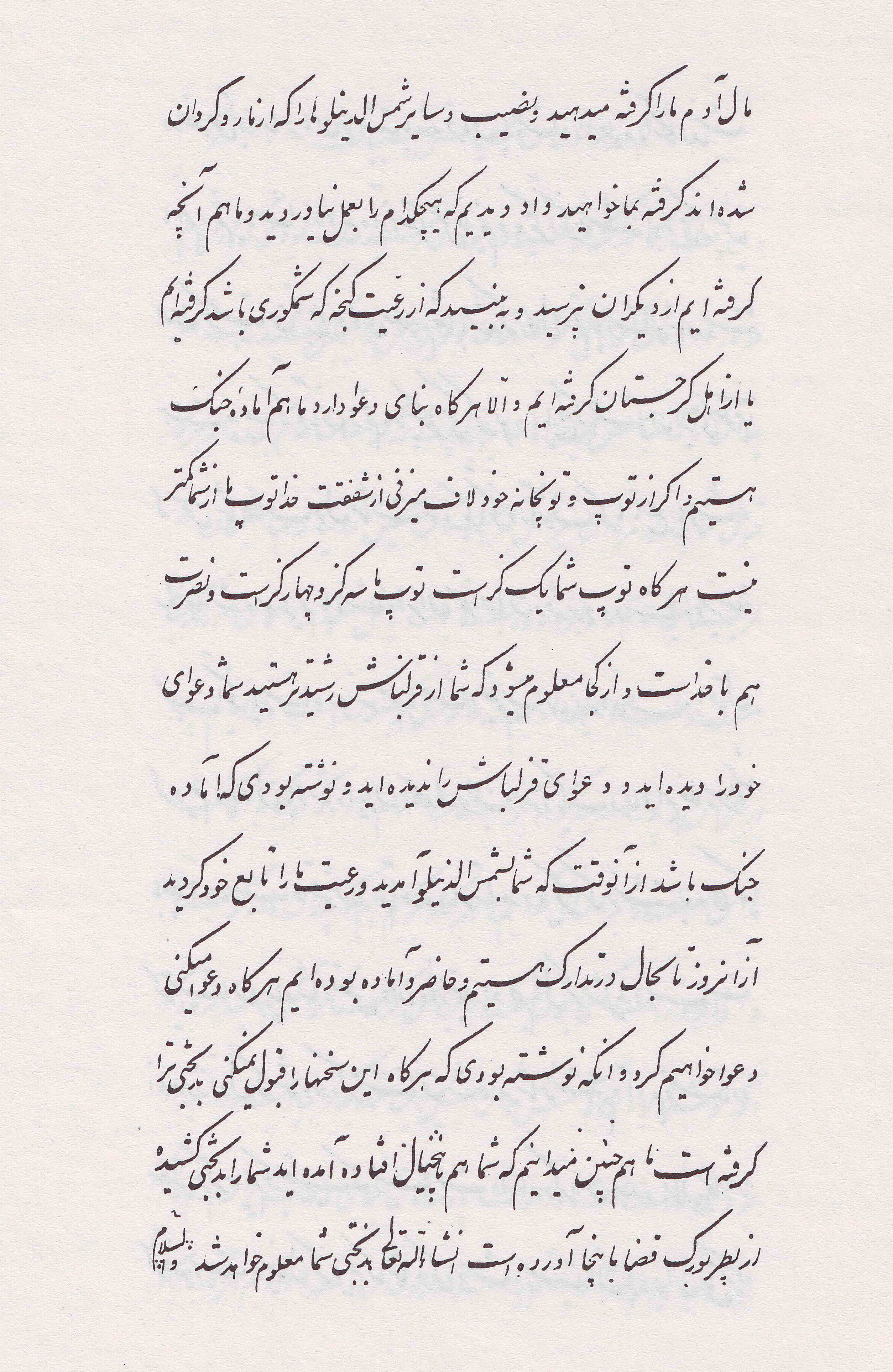
Lettera di Javad Khan a Tsitsianov pagina 3
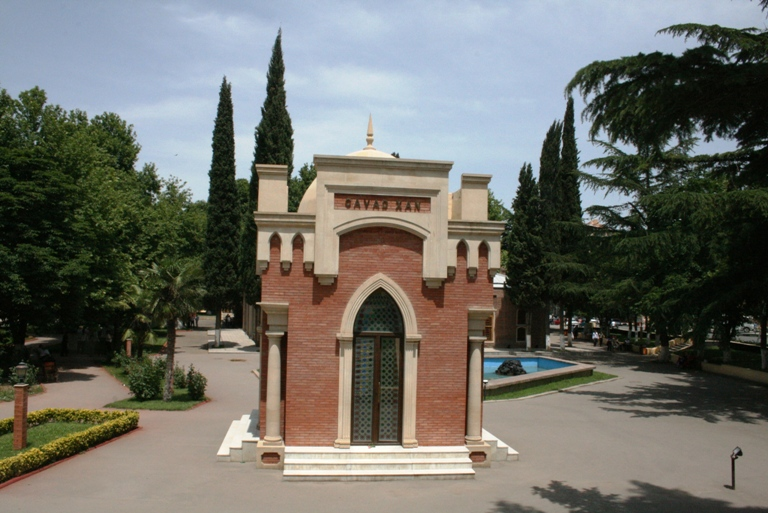
Mausoleo a Javad Khana a Gäncä, Repubblica dell'Azerbaigian
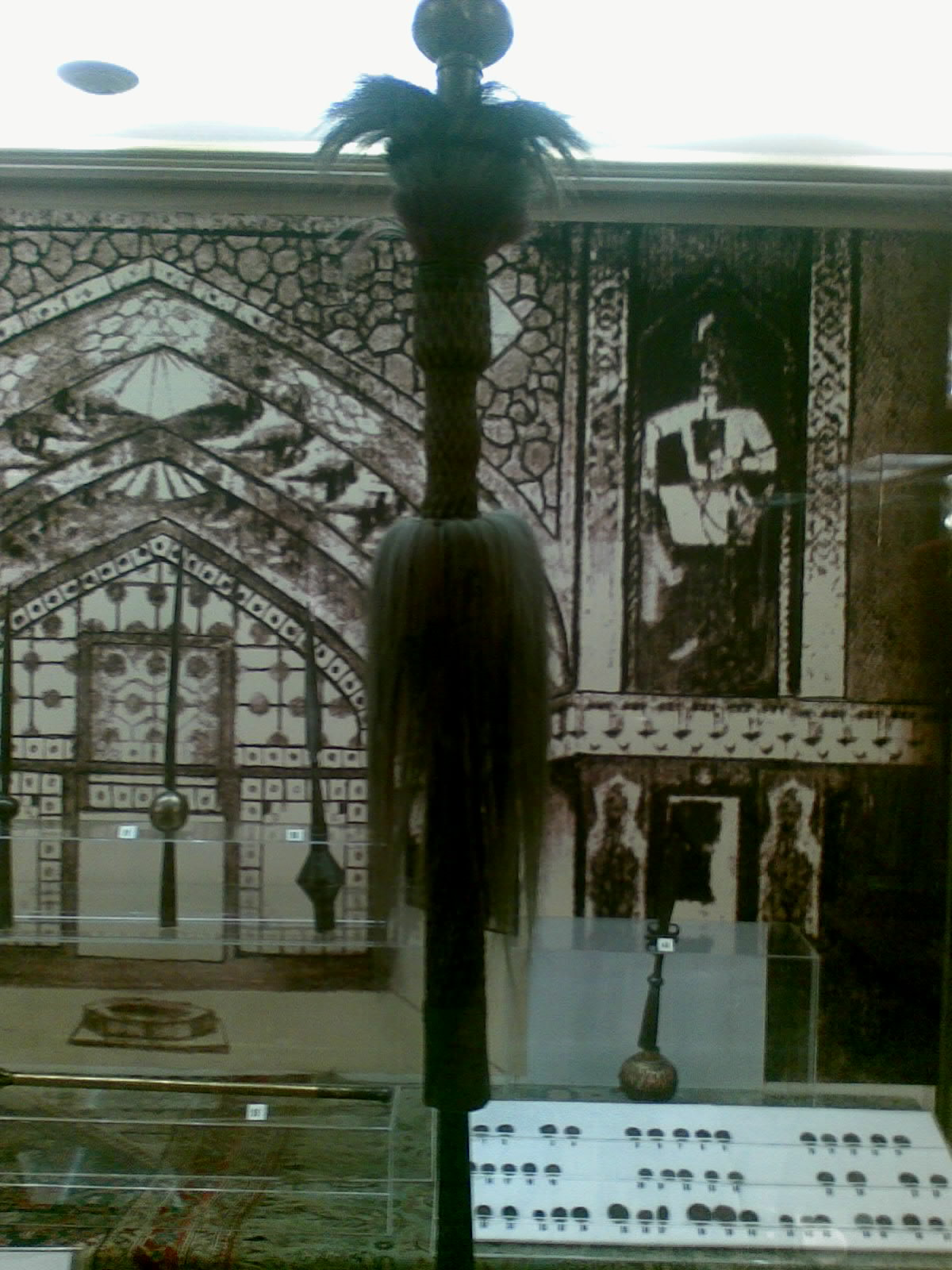
Bouncugh di Javad khan (Museo nazionale di storia dell'Azerbaigian)